# Trest smrti na Slovensku
Trest smrti na Slovensku byl zrušen v roce 1990. Jako nejpřísnější trest je na Slovensku udílen trest odnětí svobody na doživotí.

## Historie
Před vznikem nezávislého Slovenska byl trest smrti součástí legislativního systému v Uherském království, Rakousko-Uhersko, ve Slovenském státě i v Československu. Pravděpodobně existoval i ve všech ostatních dřívějších státních subjektech, které se rozkládali na území Slovenska. Od roku 1989 nebyla na Slovensku vykonána žádná poprava. V 90. letech 20. století však došlo k několika kontroverzním politickým vraždám spáchaným Slovenskou informační službou.
Posledním popravený na území Slovenska byl Štefan Svitek z Podbrezové, který v roce 1987 zabil svou ženu a dvě dcery sekerou. Popraven byl v Bratislavě dne 8. června 1989.

## Veřejné mínění
Průzkum z roku 2005 provedený agenturou MVK pro deník SME ukázal, že 61,7 % dotázaných bylo pro znovuzavedení trestu smrti.